# Grażyna Rytelewska
 Grażyna Rytelewska  (ur. 29 kwietnia 1943 w Krakowie) –  ekonomistka, dr hab., wykładowca akademicki.

## Życiorys
W 1975 r. uzyskała stopień doktora nauk ekonomicznych na Wydziale Przemysłu w Akademii Ekonomicznej im. K. Adamieckiego w Katowicach. W 1997 r. uchwałą Rady Kolegium Zarządzania Finansów Szkoły Głównej Handlowej w Warszawie uzyskała stopień doktora habilitowanego nauk ekonomicznych w zakresie ekonomii. Aktualnie prodziekan, a także pracownik naukowy Akademii Ekonomiczno-Humanistycznej w Warszawie. Do obszaru swoich zainteresowań zalicza szeroko rozumiany sektor bankowy, w tym w szczególności ocenę działalności banków w zakresie bankowości detalicznej, oraz marketing usług bankowych.

## Wybrane publikacje
- Rytelewska G., Dylematy rozwoju bankowości detalicznej w Polsce, [w:] Harmonizacja bankowości i ubezpieczeń w skali narodowej i europejskiej, Warszawa, 2008.
- Rytelewska G., Gospodarstwo domowe, [w:] System finansów w Polsce, Warszawa, 2008.
- Rytelewska G., Zmiany społeczno demograficzne i zmiany struktury oszczędności a funkcjonowanie konglomeratów finansowych, [w:] Konglomeraty finansowe, Warszawa, 2007.
- Rytelewska G., Gospodarstwa domowe na rynku finansowym, [w:] Warunki życia gospodarstw domowych w Polsce w okresie maj 1995 – maj 1996: stan, zagrożenia, perspektywy, Warszawa, 1997.
- Rytelewska G., Gospodarstwo domowe jako inwestor na rynku finansowym, [w:] Bankowe i pozabankowe źródła finansowania gospodarki, Toruń, 1997.